# Brunsting
Brunsting  of Brunstinge (Drents: Bruunsing) is een buurtschap annex gehucht in de gemeente Midden-Drenthe, in de Nederlandse provincie Drenthe. Het is gelegen tussen de autosnelweg A28 en de provinciale weg N381, ten noordwesten van Beilen.
De eerste vermelding van de buurtschap vermeld het als Bruntinge. Latere spellingen zijn in 1516 Brunsinghe en Brinstinge en in 1851  Brunsing. In 1840 had de Brunsting 72 inwoners verdeeld over 10 huizen. In 1946 waren dit 34. In 2004 had het 100 inwoners. De plaats in waarschijnlijk vernoemd naar de familie van 'Brunt' of 'Bruntêt'.
Hoewel van oudsher alleen bereikbaar was via Hijken (via een onverharde weg) en het gezien werd als een satellietnederzetting valt het na de aanleg van een vaste weg onder Beilen. Tot 1998 behoorde het ook tot de gelijknamige gemeente.

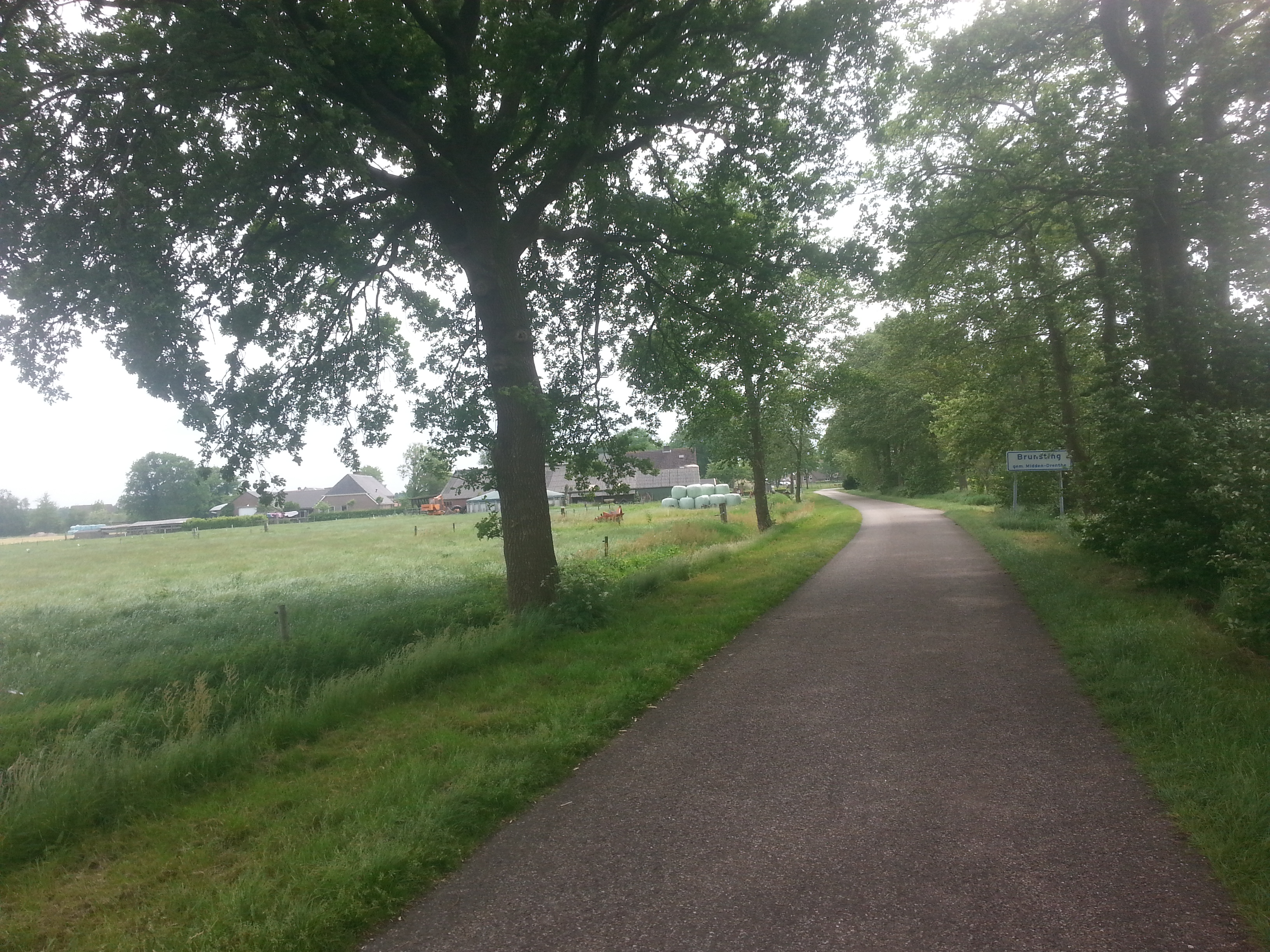

Hoofdplaats: Beilen

Overige kernen: Alting · Balinge · Beilervaart · Bovensmilde · Brunsting · Bruntinge · De Polle · Drijber · Elp · Eursing · Eursinge · Garminge · Hijken · Hijkersmilde · Holthe · Hoogersmilde · Hooghalen · Klatering · Laaghalen · Laaghalerveen · Lieving · Lievingerveld · Makkum · Mantinge · Nieuw-Balinge · Norgervaart (deels) · Oosthalen · Oranje · Orvelte · Smalbroek · Rheeveld · Smilde · Spier · Terhorst · Westerbork · Wijster · Witteveen · Zuidveld · Zwiggelte

Drenthe: Steden en dorpen      Nederland: Provincies · Gemeenten